# تيموثي هاريس
تيموثي هاريس (بالإنجليزية: Timothy Harris)‏ هو كاتب سيناريو أمريكي، ولد في 21 يوليو 1946 في لوس أنجلوس في الولايات المتحدة.

## وصلات خارجية
- تيموثي هاريس على موقع IMDb (الإنجليزية)
- تيموثي هاريس على موقع ألو سيني (الفرنسية)
- تيموثي هاريس على موقع أول موفي (الإنجليزية)
- تيموثي هاريس على موقع قاعدة بيانات الأفلام السويدية (السويدية)
- تيموثي هاريس على موقع قاعدة بيانات الفيلم (الإنجليزية)
- تيموثي هاريس على موقع كينوبويسك (الروسية)